# 深田みお
深田 みお（ふかだ みお）は、日本のAV女優。Bstar所属。

## 略歴・人物
福岡県出身
趣味・特技はバトントワリング、フラフープ。料理は食べるのも作るのも好き。
2019年6月、SODクリエイト専属女優としてAVデビュー。
2019年9月より専属を離れ企画単体女優となる。
2020年1月に引退。

## 出演作品

### アダルトDVD
2019年
- あの夏は、確かに輝いていた。 深田みお SOD専属AVデビュー（6月20日、SODクリエイト）
- 絶倫中年オヤジが撮ったFカップ制服美少女とSEX三昧 ヤリまくり射精しまくり 温泉旅行映像 計15発射（7月25日、SODクリエイト）
- 門限までの7時間、絶品ボディの美少女に集まる昆虫親父チ○ポ12本にねっとりまとわりつかれて粘着輪姦された長〜い一日（8月22日、SODクリエイト）
- いとこ成長日誌 華奢なのに巨乳な美少女と親戚のオジさんと僕（9月27日、FIRST STAR）
- 義理の妹はあどけない顔してるくせにマセた体の痴女っ子ボイン（10月19日、キチックス）
- 巨乳女子大生の皆さん! 童貞君にすご〜くHなおっぱいフルコース素股してくれませんか? おっぱいぱふぱふ・バブみ授乳・巨乳窒息だいしゅきホールド・おっぱい縦揺れ素股でギン勃ちち●ぽがヌルッと入って童貞卒業生中出し!（11月8日、赤面女子）
- スタイルも顔も良い親友がモテすぎてムカついたから男友達たちに犯して孕ませてもらったww（11月13日、E-BODY）
- ツインテールミニスカニーハイ連続絶頂美少女中出し性交（11月22日、TMA）
- 美乳の彼女が巨漢センパイに圧迫固定で寝取られ中出しされた時の話です（11月25日、kawaii*）
- 「やばい!妹に中出し!?」 全く気にせず露わな姿で家中をウロつく妹のピッチピチなカラダを見ているとつい興奮してしまい… 3（12月6日、DOC）
- 視立SUKESUKE学園 16（12月6日、SUKESUKE）
- 黒パンスト生徒ラブホハメ撮り 性欲MAX元気娘&中出し大好き娘（12月7日、パコパコ団とゆかいな仲間たち）
- Let's★Party! NONSTOP! ヤリマン乱交忘年会24H（12月13日、S級素人）
- 禁欲生活で性欲が爆発して男を監禁! W痴女の逆サンドイッチ種搾りSEX（12月13日、Fitch）
- 顔出しMM号 女子大生限定 ザ・マジックミラー 徹底検証! 男女の友情は成立する!? 友達関係のリアル素人大学生が日本一エロ〜い車の中で二人っきり♥ 12 人生初の真正中出しスペシャル! in池袋（12月19日、ディープス）※「ゆかこ」名義
- 『マジでオナってる!?』 隣に駐車している車でオナニー中の美女を発見! しかも見られていることに気づき見せつけるように誘惑してきた…（12月20日、DOC）
- 女子大生限定! ビールフェスナンパ2019!! ほろ酔いエチエチJD2人組みはラブホ連れ込み即OK!! ハッチャケ乱交SEXパーティーしちゃいました!!（12月25日、ナンパJAPAN）※「あすか」名義
- 生意気な妹に抵抗され睨まれ罵倒されながら無理やり近親相姦する兄 2（12月27日、TMA）

2020年
- すんげぇぬるぬる!! ぐちょぐちょ濡れぬる媚薬パニック（1月3日、プレステージ）
- 従妹の両親が居ない間一人暮らしの僕の家で汗だくでヤリまくった2泊3日（1月9日、アイエナジー）
- ひたすらハメっ放し!巨乳制服美少女とエッチしよっ Vol.001（1月17日、宇宙企画）
- 【完全初撮り作品】「寒いけどHしよ?」4人のJ●たちのはれんち冬休み円交（1月17日、S級素人）
- 強がってるけどホントはかまってちゃんのデレデレ女子 そこが可愛い♥ つんつんデレデレ反抗期 VOL.2（1月27日、FIRST STAR）
- 無垢な性欲（2月1日、S-Cute）
- 小悪魔挑発ギャル（2月1日、MARRION）

### アダルトVR
2019年
- 『今日は私が背中流してあげるね!私の背中も流してくれる!?』 超巨乳義妹と狭いお風呂で二人きり!! 突然出来た義理の妹と一緒にお風呂に入ったらボクの体を丁寧に洗ってくれて、ボクが義理妹の背中を洗ってあげるVR 当然、それだけでは終わらず義妹の体に勃起しちゃってエッチまでしちゃうVR（9月24日、ロイヤル）
- いいなり女子校生に淫音、生ハメ、膣奥中出し 家出した女子校生を自宅に連れ込みお掃除おま●こで種付け飼育 みおの調教日誌。（11月24日、KMPVR）

2020年
- 射精コントロール! オナ指示痴女（1月3日、CASANOVA）
- 死ぬほど誘惑してくるほろ酔いの女友達に痴女られてその場のノリで生本番（1月10日、CASANOVA）